# سفارة البرتغال في ألمانيا
سفارة البرتغال في ألمانيا هي أرفع تمثيل دبلوماسي لدولة البرتغال لدى ألمانيا. تقع السفارة في برلين وهي تهدف لتعزيز المصالح البرتغالية في ألمانيا.

## وصلات خارجية
- الموقع الرسمي
- قائمة سفارات البرتغال
- قائمة السفارات في ألمانيا